# Saint-Jean-des-Baisants
Saint-Jean-des-Baisants és un municipi francès situat al departament de la Manche i a la regió de Normandia. L'any 2007 tenia 1.144 habitants.

## Demografia

### Població
El 2007 la població de fet de Saint-Jean-des-Baisants era de 1.144 persones. Hi havia 436 famílies de les quals 91 eren unipersonals (25 homes vivint sols i 66 dones vivint soles), 141 parelles sense fills, 187 parelles amb fills i 17 famílies monoparentals amb fills.
La població ha evolucionat segons el següent gràfic:
Habitants censats

### Habitatges
El 2007 hi havia 471 habitatges, 438 eren l'habitatge principal de la família, 9 eren segones residències i 24 estaven desocupats. 460 eren cases i 11 eren apartaments. Dels 438 habitatges principals, 340 estaven ocupats pels seus propietaris, 94 estaven llogats i ocupats pels llogaters i 3 estaven cedits a títol gratuït; 23 tenien dues cambres, 44 en tenien tres, 114 en tenien quatre i 257 en tenien cinc o més. 406 habitatges disposaven pel capbaix d'una plaça de pàrquing. A 130 habitatges hi havia un automòbil i a 260 n'hi havia dos o més.

### Piràmide de població
La piràmide de població per edats i sexe el 2009 era:
| Homes | Edats   | Dones |
| ----- | ------- | ----- |
| 0     | 95 o +  | 0     |
| 0     | 90 a 94 | 0     |
| 0     | 85 a 89 | 8     |
| 4     | 80 a 84 | 4     |
| 4     | 75 a 79 | 4     |
| 20    | 70 a 74 | 28    |
| 24    | 65 a 69 | 32    |
| 20    | 60 a 64 | 32    |
| 20    | 55 a 59 | 16    |
| 28    | 50 a 54 | 32    |
| 48    | 45 a 49 | 36    |
| 56    | 40 a 44 | 44    |
| 44    | 35 a 39 | 48    |
| 16    | 30 a 34 | 20    |
| 36    | 25 a 29 | 36    |
| 28    | 20 a 24 | 32    |
| 44    | 15 a 19 | 52    |
| 28    | 10 a 14 | 36    |
| 36    | 5 a 9   | 28    |
| 36    | 0 a 4   | 12    |

## Economia
El 2007 la població en edat de treballar era de 718 persones, 556 eren actives i 162 eren inactives. De les 556 persones actives 524 estaven ocupades (278 homes i 246 dones) i 32 estaven aturades (19 homes i 13 dones). De les 162 persones inactives 61 estaven jubilades, 62 estaven estudiant i 39 estaven classificades com a «altres inactius».

### Ingressos
El 2009 a Saint-Jean-des-Baisants hi havia 468 unitats fiscals que integraven 1.185,5 persones, la mediana anual d'ingressos fiscals per persona era de 17.876 €.

### Activitats econòmiques
Dels 43 establiments que hi havia el 2007, 2 eren d'empreses alimentàries, 6 d'empreses de construcció, 8 d'empreses de comerç i reparació d'automòbils, 2 d'empreses de transport, 2 d'empreses d'hostatgeria i restauració, 2 d'empreses financeres, 1 d'una empresa immobiliària, 2 d'empreses de serveis, 14 d'entitats de l'administració pública i 4 d'empreses classificades com a «altres activitats de serveis».
Dels 12 establiments de servei als particulars que hi havia el 2009, 1 era una oficina de correu, 2 oficines bancàries, 1 paleta, 2 guixaires pintors, 2 fusteries, 1 lampisteria, 2 perruqueries i 1 restaurant.
Dels 4 establiments comercials que hi havia el 2009, 1 era una botiga de més de 120 m², 1 una botiga de menys de 120 m², 1 una fleca i 1 una botiga d'electrodomèstics.
L'any 2000 a Saint-Jean-des-Baisants hi havia 68 explotacions agrícoles que ocupaven un total de 660 hectàrees.

## Equipaments sanitaris i escolars
El 2009 hi havia 1 farmàcia i 1 ambulància.
El 2009 hi havia una escola elemental integrada dins d'un grup escolar amb les comunes properes formant una escola dispersa.

## Poblacions més properes
El següent diagrama mostra les poblacions més properes.